# Decididos de Quintino
Decididos de Quintino foi um dos mais famosos ranchos carnavalescos da cidade do Rio de Janeiro. Sua sede era no bairro de Quintino, na Rua Lemos Brito, e tinha como maior rival o Aliados de Quintino, outro famoso rancho do mesmo bairro. Sua sede era freqüentada, principalmente em épocas de Carnaval, por muitos famosos sambistas da época.

## História
Fundado em 1934, o rancho desfilou pela primeira vez em 1935, quando foi o oitavo a se apresentar, tendo sido bastante elogiado pelo jornal O Globo à época. Naquele ano, apresentou o enredo "Homenagem ao Brasil".
Em 1939, quando ranchos e blocos participaram de um desfile único, patrocinado pelo Jornal do Brasil, o Decididos foi a  oitava agremiação a se apresentar obtendo a quarta colocação geral.
Foi campeão do Carnaval em diversas ocasiões, tais como 1951, onde apresentou o enredo "Meu Brasil”, 1952, 1961 e 1963.
Em 1980 o Decididos, então presidido por Nelson Cunha da Cruz, apresentou o enredo "Reminiscência carnavalesca", sendo  vice-campeão, ao ser superado pelo tradicional Recreio das Flores. Nesse ano, o Decididos já contava com 14 títulos.
Nos cinco anos seguintes, quando os ranchos já estavam em decadência, o Decididos foi pentacampeão entre 1981 e 1985, sendo derrotado por seu maior rival, o Aliados de Quintino, em 1986, quando foi vice. Nesse ano, presidido por Américo Cardoso Filho, e tendo o carnavalesco Luis, apresentou o enredo "Primavera", com o qual desfilou com cerca de 180 componentes.
Na década de 1990, quando os desfiles de ranchos davam seus últimos suspiros, o Decididos foi campeão dos desfiles organizados pela Riotur em 1991, quando era presidido por Sérgio Santos Lisboa. Desfilou ainda no ano de 1993. Antes disso, no entanto, sua sede, que foi abandonada, já havia ocupada por populares, que lá construíram residências.
Com o fim dos desfiles de ranchos, o Decididos foi definitivamente extinto. Até hoje, na esquina da Rua Lemos Brito há um bar chamado "Decidido de Quintino", numa referência ao nome do rancho.

## Presidentes
| Nome                  | Período | Referência |
| --------------------- | ------- | ---------- |
| Nelson Cunha da Cruz  | ? - ?   | [ 1 ]      |
| Américo Cardoso Filho | ? - ?   | [ 9 ]      |
| Sérgio Santos Lisboa  | ? - ?   | [ 10 ]     |

## Carnavais
| Decididos de Quintino | Decididos de Quintino | Decididos de Quintino      | Decididos de Quintino        | Decididos de Quintino | Decididos de Quintino       |
| Ano                   | Colocação             | Divisão                    | Enredo                       | Carnavalesco          | Ref.                        |
| --------------------- | --------------------- | -------------------------- | ---------------------------- | --------------------- | --------------------------- |
| 1935                  |                       | ÚNICO                      | "Homenagem ao Brasil"        |                       | [ 2 ]                       |
| 1939                  | 4.º Lugar             | Blocos e ranchos           |                              |                       | [ 4 ]                       |
| 1950                  | Campeão               |                            |                              |                       | [ 12 ] [ 13 ] [ 14 ] [ 15 ] |
| 1951                  | Campeão               |                            | Meu Brasil                   |                       | [ 5 ] [ 16 ]                |
| 1952                  | Campeão               |                            |                              |                       | [ 6 ]                       |
| 1954                  | vice-campeão          |                            |                              |                       | [ 17 ]                      |
| 1955                  | vice-campeão          |                            |                              |                       | [ 17 ] [ 18 ]               |
| 1959                  |                       |                            | Glória dos campeões do mundo |                       | [ 19 ]                      |
| 1961                  | Campeão               |                            |                              |                       | [ 7 ]                       |
| 1963                  | Campeão               |                            |                              |                       | [ 8 ]                       |
| 1977                  |                       |                            | A Festa da Uva               |                       | [ 20 ] [ 21 ]               |
| 1980                  | Vice-campeão          | Reminiscência carnavalesca |                              |                       | [ 1 ]                       |
| 1981                  | Campeão               |                            |                              |                       | [ 9 ]                       |
| 1982                  | Campeão               |                            |                              |                       | [ 9 ]                       |
| 1983                  | Campeão               |                            |                              |                       | [ 9 ]                       |
| 1984                  | Campeão               |                            |                              |                       | [ 9 ]                       |
| 1985                  | Campeão               |                            |                              |                       | [ 9 ]                       |
| 1986                  | Vice-campeão          |                            | Primavera                    | Luis                  | [ 9 ]                       |
| 1991                  | Campeão               |                            |                              |                       | [ 10 ]                      |
| 1993                  | Campeão               |                            |                              |                       | [ 11 ]                      |